# Mala Obarska
Mala Obarska (cyr. Мала Обарска) – wieś w Bośni i Hercegowinie, w Republice Serbskiej, w mieście Bijeljina. W 2013 roku liczyła 305 mieszkańców.